# Dorobanțu, Tulcea
Dorobanțu là một xã thuộc hạt Tulcea, România. Dân số thời điểm năm 2002 là 1795 người.